# Thiene
Thiene település Olaszországban, Veneto régióban, Vicenza megyében. Lakosainak száma 23 794 fő (2023. január 1.). Thiene Malo, Sarcedo, Zanè, Zugliano, Marano Vicentino és Villaverla községekkel határos.

## Népesség
A település népességének változása:
| Lakosok száma | 24 280 | 24 309 | 23 794 |
|               | 2017   | 2018   | 2023   |